# Albino Núñez Domínguez
Albino Núñez Domínguez (Ourense, 13 dicembre 1901 – Ourense, 7 febbraio 1971) è stato uno scrittore, pedagogista e poeta spagnolo.
Studiò  magistero nella Scuola Normale di Ourense, essendo "discepolo prediletto di Don Vicente Risco, Don Felipe Pedreira, di Don Jose Soler e Donna Araceli Ancochea" (A. Vilanova). Insegnò come maestro nei paesini di Amoroce e Maceda (Ourense), iniziando nell'ambiente povero dei villaggi di campagna della Galizia il suo fervore per la pedagogía, che sarebbe stata la grande passione della sua vita.
Nel 1932, la ATEO (Associazione dei lavoratori d'istruzione di Ourense), della quale era il presidente, decide di stampare una rivista (rassegna) pedagogica che si chiamerebbe "Scuola del Lavoro" e che tenne una felice traiettoria per due anni, con ventisei numeri pubblicati. Si occupa della sua direzione Albino Núñez Dominguez, «un maestro innamorato della sua professione e pieno d'idee rinnovate, avendo come collaboratori tutto il consiglio direttivo del giornale anteriore, la Repubblica, e la maggior parte degli insegnanti repubblicani dispersi per la provincia orensana». (Joam C.  Chilhon Iglesias).
La rivista costituì una vera rivoluzione nell'insegnamento, ancorata in quel tempo ai vecchi metodi. Albino Núñez le dette un carattere fortemente tecnico-pedagogico, rifiutando pienamente il dannoso memorismo e l'eccessivo intellettualismo dell'epoca e introdusse i metodi della "Scuola Nuova", basati nelle più recenti dottrine pedagogiche e in tentativi empirici per la sua realizzazione. Fu il primo mezzo di diffusione che ha fatto arrivare alle scuole della provincia orensana le nuove tecniche pedagogiche ( Montessori, Kerschesteiner, Decroly, Dewey, Cousinet, ecc…)
Al passare il concorso al Corpo di Direttori Scolastici, Núñez Dominguez fu mandato al Gruppo Scolastico "Concepción Arenal" della Coruña, dove sviluppò le nuove tecniche scolastiche, raggiungendo nuovi fini dell'educazione e orientando a questi fini l'opera sociale della scuola "attraverso mezzi psicobiologici d'apattazione del comportamento". Però la guerra civile troncò le sue aspirazioni umanistiche quando era direttore del centro sopraindicato. A partire dal 1936 si dedica all'istruzione privata, prima a Lugo, e più tardi a Ourense, dove fonda, nel 1949 il Centro d'istruzione "Estudios Galicia". Il grande interesse di questo centro aveva le sue radici, soprattutto, nella speciale attenzione dedicata alla formazione dei maestri che successivamente avrebbero portato alle loro aule le nuove tecniche d'insegnamento, collegandosi così alla sua prima tappa di direttore della "Escuela del Trabajo" ("Scuola di Lavoro") come divulgatore dei metodi di avanzata pedagogía nella provincia di Ourense.
Nell'agosto del 1959 fu riabilitato, prima come maestro e dopo come direttore scolastico, occupando come ultima posizione A Estrada (Pontevedra). Il Centro di E.G.B. di Casardomato (Ourense) porta il suo nome, proposto dal Consiglio Comunale (1980).

## Opera
Anche se gran parte dell'opera di Albino Nuñez Domínguez rimane inedita, si possono citare interessanti lavori della sua autorità:
- Parnaso Galaico (1956)
- Musa Galega (1957)
- A nosa fala (1958)
- Maruxa ou a femineidade (1958)
- Grandezas e miserias da nosa terra (1959)
- Nin lendas negras nin historias brancas (1962)
- Toponimia galaica (1965)
- Romance de Castrelo de Miño

Fu anche autore del libro Temi di pedagogía (Ourense, 1963), dove sono raccolte le sue idee educative, basate sulle sue esperienze personali e su profonde letture dei pedagoghi del suo tempo. Libro curioso nella sua origine (nato come risultato delle sue lezioni orali dettate agli alunni, i quali si sono comportati come degli amanuensi raccogliendo con fedeltà  le sue parole e facendo possibile la sua pubblicazione), nel quale affronta, nella sua quasi totalità, la problematica educativa, caratterizzandosi per la sua grande capacità di sintesi e per la chiara esposizione. Difende la scuola attiva e funzionale, il rispetto alla libertà dell'allievo e propugna il metodo eurístico-socratico come il più idoneo per raggiungere la conoscenza scientifica, metodo di cui la meccanizzazione attuale continua a costituire la base dell'istruzione programmata.
Oltre al suo lavoro educativo, Núñez Domínguez realizzò studi geografici, di toponimia e letterari, collaborò assiduamente nella stampa galliciana (La Región, La Voz de Galicia, Faro de Vigo, La Noche, Lar, Viviros…) e tradusse al galiziano poesie di Antonio Machado.